# Captura de estado
A captura de estado é um tipo de corrupção política sistémica na qual os processos de tomada de decisão de um estado são guiados ou influenciados significativamente por interesses privados que buscam o benefício próprio.
O termo foi cunhado pelo Banco Mundial em torno do ano 2000, à época descrevendo a situação de vários países da Ásia Central que vinham sofrendo um afastamento do sistema comunista soviético. Especificamente, aplicava-se a situações nas quais pequenos grupos exerciam a sua influência sob funcionários governamentais de modo a controlar a tomada de decisão de órgãos políticos e a robustecer o seu poderio económico. Os membros destes grupos podem ser designados de oligarcas.
A captura de estado é um problema cujas expressões mais recentes foram os protestos antigovernamentais na Bulgária (2013-2014) e na Roménia (2017).  Na África do Sul é um fenómeno destacado desde 2016, chegando a originar uma comissão de inquérito judicial.